# Chiến tranh và hòa bình (loạt phim)
Chiến tranh và hòa bình (tiếng Nga: Война и мир) là một phim lịch sử của đạo diễn Sergey Bondarchuk, xuất bản năm 1965.

## Nội dung
Truyện phim phỏng theo tiểu thuyết cùng tên của văn hào Lev Tolstoy.
- Tập 1: Andrey Bolkonsky

Truyện phim mở đầu với khung cảnh một buổi tiếp tân, nơi có đủ mặt những nhân vật sang trọng bậc nhất Sankt-Peterburg. Bên cạnh những câu chuyện thường nhật của giới quý tộc, người ta bắt đầu nhắc đến Napoléon và cuộc chiến tranh sắp tới mà nước Nga phải tham gia. Trong số những tân khách hôm ấy có Công tước Andrey Bolkonsky một người trẻ tuổi, đẹp trai, giàu có, có cô vợ Liza xinh đẹp mới cưới và đang chờ đón đứa con đầu lòng. Và một vị khách khác là Pierre người con rơi của lão bá tước Bezukhov, vừa từ nước ngoài trở về. Tuy khác nhau về tính cách, một người khắc khổ về lý trí, một người hồn nhiên sôi nổi song Andrei và Pierre rất quý mến nhau và đều là những chàng trai trung thực, luôn khát khao đi tìm lẽ sống. Andrei tuy giàu có và thành đạt nhưng chán ghét tất cả nên chàng chuẩn bị nhập ngũ với hy vọng tìm được chỗ đứng của một người đàn ông chân chính nơi chiến trường. Còn Pierre từ nước ngoài trở về nước Nga, tham gia vào các cuộc chơi bời và bị trục xuất khỏi Sankt Peterburg vì tội du đãng. Pierre trở về Moskva, nơi cha chàng đang sắp chết. Lão bá tước Bezukhov rất giàu có, không có con, chỉ có Pierre là đứa con rơi mà ông chưa công nhận. Mấy người bà con xa của ông xúm quanh giường bệnh với âm mưu chiếm đoạt gia tài. Pierre đứng ngoài các cuộc tranh chấp đó vì chàng vốn không có tình cảm với cha, nhưng khi chứng kiến cảnh hấp hối của người cha lúc lâm chung thì tình cảm cha con đã làm chàng rơi nước mắt. Lão bá tước mất đi để lại toàn bộ gia sản cho Pierre và công nhận chàng làm con chính thức. Công tước Kuragin không được lợi lộc gì trong cuộc tranh chấp ấy bèn tìm cách dụ dỗ Pierre. Vốn là người nhẹ dạ, cả tin nên Pierre rơi vào bẫy và phải cưới con gái của lão là Hélène, một cô gái có nhan sắc nhưng lẳng lơ và vô đạo đức. Về phần Andrey chàng quyết định gởi vợ cho cha và em chăm sóc sau đó gia nhập quân đội. Khi lên đường Andrey mang một niềm hi vọng có thể có thể tìm thấy ý nghĩa cuộc sống cũng như công danh trên chiến trường. Chàng tham gia trận đánh Austerlitz lừng danh, thương nặng, bị bỏ lại chiến trường. Khi tỉnh dậy chàng nhìn dậy chàng nhìn thấy bầu trời xanh rộng lớn và sự nhỏ nhoi của con người, kể cả những mơ ước, công danh và kể cả Napoléon người được chàng coi như thần tượng. Andrei được đưa vào trạm quân y và được cứu sống. Sau đó, chàng trở về nhà chứng kiến cái chết đau đớn của người vợ trẻ khi sinh đứa con đầu lòng. Cái chết của Lisa, cùng với vết thương và sự tiêu tan của giấc mơ Tulông đã làm cho Andrei tuyệt vọng. Chàng quyết định lui về sống ẩn dật. Có lần Pierre đến thăm Andrei và đã phê phán cách sống đó. Lúc này, Pierre đang tham gia vào hội Tam điểm với mong muốn làm việc có ích cho đời. Một lần, Andrei có việc đến gia đình bá tước Rostov. Tại đây, chàng gặp Natasha - con gái Bá tước Rostov. Chính tâm hồn trong trắng hồn nhiên và lòng yêu đời của nàng đã làm hồi sinh Andrey.
- Tập 2: Natasha Rostova

Andrey quyết định tham gia vào công cuộc cải cách ở triều đình và cầu hôn Natasha. Chàng đã được gia đình bá tước Rostov chấp nhận, nhưng cha chàng phản đối cuộc hôn nhân này. Bá tước Bolkonsky (cha của Andrei) buộc chàng phải đi trị thương ở nước ngoài trong khoảng thời gian là một năm. Cuối cùng, chàng chấp nhận và xem đó như là thời gian để thử thách Natasha. Chàng nhờ bạn mình là Pierre đến chăm sóc cho Natasha lúc chàng đi vắng. Natasha rất yêu Andrey, song do nhẹ dạ và cả tin nên nàng đã rơi vào bẫy của Anatole con trai của công tước Vasily, nên Natasha và Anatol đã định bỏ trốn nhưng âm mưu bị bại lộ, nàng vô cùng đau khổ và hối hận. Sau khi trở về Andrey biết rõ mọi chuyện nên đã nhờ Pierre đem trả tất cả những kỷ vật cho Natasha. Nàng lâm bệnh, người chăm sóc và người thông cảm cho nàng nhất lúc này là Pierre. Vào lúc ấy, nguy cơ chiến tranh giữa Pháp và Nga ngày càng đến gần.
- Tập 3: 1812

Cuối năm 1811, quân Pháp tiến dần đến biên giới Nga, quân Nga rút lui. Đầu năm 1812, quân Pháp tiến vào lãnh thổ Nga. Chiến tranh bùng nổ. Vị tướng già Mikhail Kutuzov được cử làm tổng Tư lệnh quân đội Nga. Trong khi đó, quý tộc và thương gia được lệnh phải nộp tiền và dân binh. Pierre cũng nộp tiền và hơn một ngàn dân binh cho quân đội. Andrey lại gia nhập quân đội, ban đầu vì muốn trả thù tình địch, nhưng sau đó chàng bị cuốn vào cuộc chiến, bị cuốn vào tinh thần yêu nước của nhân dân. Trong trận Borodino, dưới sự chỉ huy của vị tướng Kutuzov quân đội Nga đã chiến đấu dũng cảm tuyệt vời. Andrey cũng tham gia trận đánh này và bị thương nặng. Trong lán quân y, chàng gặp lại tình địch của mình cũng đang đau đớn vì vết thương. Mọi nỗi thù hận đều tan biến, chàng chỉ còn thấy một nỗi thương cảm đối với mọi người. Chàng được đưa về địa phương.
- Tập 4: Pierre Bezukhov

Trên đường di tản, Andrey gặp lại Natasha và tha thứ cho nàng. Và cũng chính Natasha đã chăm sóc cho chàng cho đến khi chàng mất. Sau trận Borodino, quân Nga rút khỏi Moskva. Quân Pháp chiếm được Moskva nhưng có tâm trạng vô cùng lo sợ. Pierre trở về Moskva giả dạng thành thường dân để ám sát Napoléon. Nhưng âm mưu chưa thực hiện được thì chàng bị bắt. Trong nhà giam, Pierre gặp lại Platon Karataev, một triết gia nông dân. Bằng những câu chuyện của mình, Platon đã giúp Pierre hiểu thế nào là cuộc sống có nghĩa. Quân Nga bắt đầu phản công và tái chiếm Moskva. Quân Pháp rút lui trong hỗn loạn. Nga thắng lợi bằng chính tinh thần của cả dân tộc Nga chứ không phải do một cá nhân nào, đó là điều Kutuzov hiểu còn Napoléon thì không. Trên đường rút lui của quân Pháp, Pierre đã trốn thoát và trở lại Moskva. Chàng hay tin Andrei đã mất và vợ mình cũng vừa mới qua đời vì bệnh. Chàng gặp lại Natasha, một tình cảm mới mẻ giữa hai người bùng nổ. Pierre quyết định cầu hôn Natasha. Năm 1813, hai người tổ chức đám cưới. Bảy năm sau, họ có bốn người con. Natasha lúc này không còn là một cô gái vô tư hồn nhiên mà đã trở thành một người vợ đúng mực. Pierre sống hạnh phúc nhưng không chấp nhận cuộc sống nhàn tản. Chàng tham gia vào những hội kín - đó là các tổ chức cách mạng của những người tháng Chạp.

## Chế tác

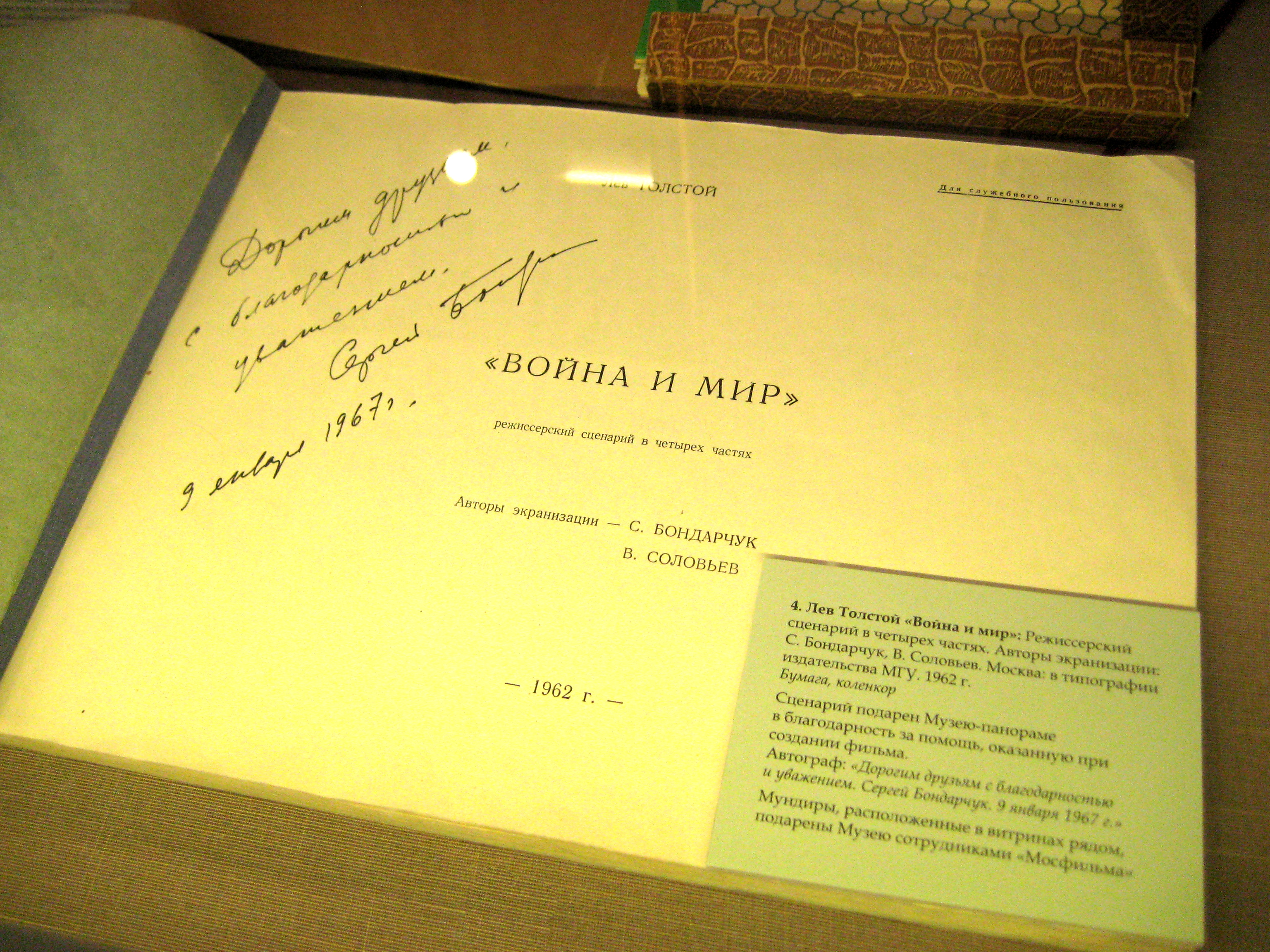
Kịch bản Chiến tranh và Hòa bình của đạo diễn

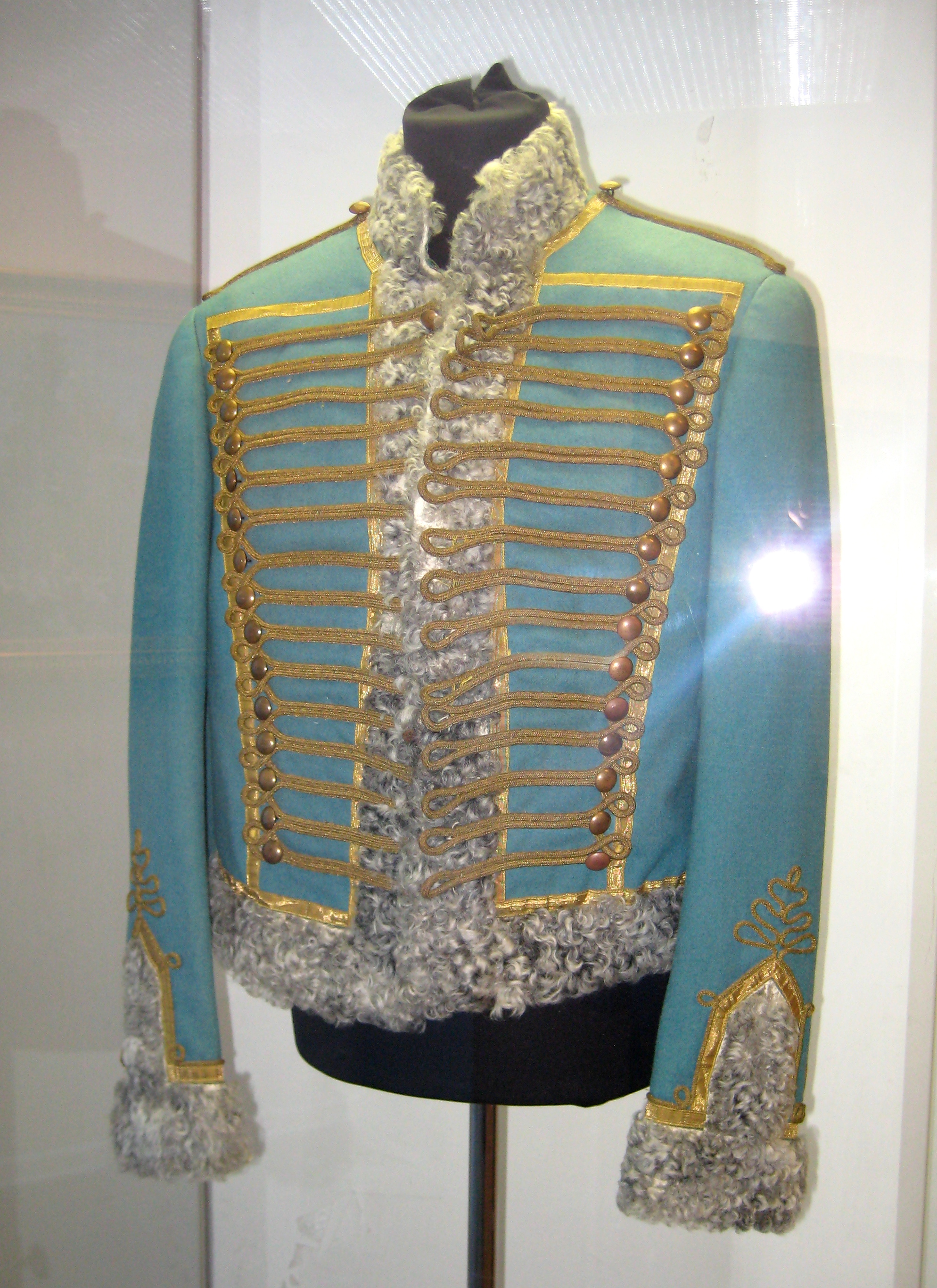
Áo choàng của sĩ quan kỵ binh do nam diễn viên Nikolai Rybnikov, người đóng vai Denisov mặc

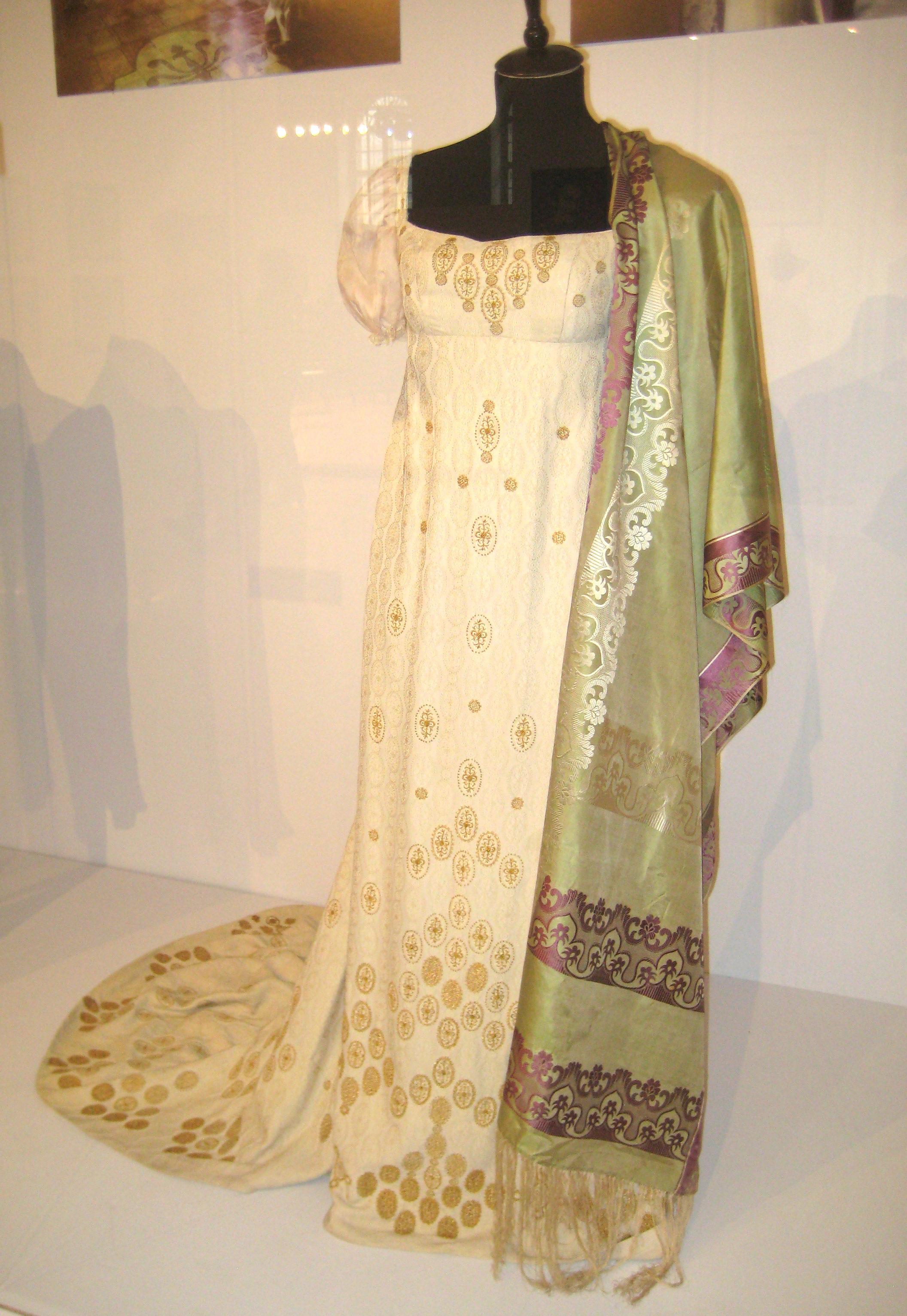
Trang phục được sử dụng trong quá trình quay phim

### Sản xuất
- Phụ tá đạo diễn: Vladimir Dostal
- Thiết kế sản xuất: Mikhail Bogdanov, Aleksandr Dikhtyar, Said Menyalshchikov, Gennady Myasnikov
- Dựng cảnh: Georgy Koshelev, V. Uvarov
- Phục trang: Vladimir Burmeister, Nadezhda Buzina, Mikhail Chikovani, V. Vavra
- Hóa trang: Mikhail Chikiryov
- Nhạc trưởng: Vyacheslav Ovchinnikov

### Diễn xuất
- Lyudmila Savelyeva as Natasha Rostova
- Oleg Tabakov as Nikolai Rostov
- Sergei Yermilov as Petya Rostov
- Viktor Stanitsyn as Ilya Rostov
- Kira Golovko as Natalya Rostova
- Irina Gubanova as Sonya Rostova
- Eduard Martsevich as Boris Drubetskoy
- Aleksandr Borisov as Uncle Rostov
- Nikolai Rybnikov as Vasily Denisov
- Viktor Murganov as Alexander I of Russia
- Larisa Borisenko as Mlle. Bourienne
- Georgy Millyar as Morel
- Jean-Claude Ballard as Ramballe
- Nonna Mordyukova as Anisya
- Anna Timiryova as old lady
- Boris Khmelnitsky as Bolkonsky's adjutant
- Valeri Yeremichev as Alexander Ostermann-Tolstoy
- Sergei Bondarchuk as Pierre Bezukhov
- Irina Skobtseva as Hélène Kuragin
- Vasili Lanovoy as Anatol Kuragin
- Oleg Yefremov as Fedor Dolokhov
- Boris Smirnov as Vasili Kuragin
- Nikolai Tolkachev as Kyril Bezukhov
- Dzhemma Firsova as Katishe Mamontova
- Mikhail Khrabrov as Platon Karataev
- Nikolay Trofimov as Tushin
- Vladislav Strzhelchik as Napoleon
- Jānis Grantiņš as Ludwig von Wolzogen
- Dz. Eizentāls as Carl von Clausewitz
- Galina Kravchenko as Marya Karagina
- Boris Molchanov as Louis-Nicolas Davout
- Lev Polyakov as Jacques Lauriston
- Rodion Aleksandrov as Alexander Balashov
- Vyacheslav Tikhonov as Andrei Bolkonsky
- Anatoli Ktorov as Nikolai Bolkonsky
- Anastasiya Vertinskaya as Lisa Bolkonskaya
- Antonina Shuranova as Maria Bolkonskaya
- Boris Zakhava as Mikhail Kutuzov
- Nikita Mikhalkov as Russian soldier
- Giuli Chokhonelidze as Pyotr Bagration
- Vadim Safronov as Francis II
- Yelena Tyapkina as Akhrosimova
- Herberts Zommers as Count Benningsen
- Nikolai Bubnov as Karl Mack von Leiberich
- Angelina Stepanova as Anna Scherer
- Erwin Knausmüller as Franz von Weyrother
- Mikhail Pogorzhelsky as Michael Andreas Barclay de Tolly
- Leonid Vidavsky as Paisi Kaysarov
- Nikolai Grinko as Dessalles
- Vladislav Strzhelchik
- Angelina Stepanova
- Nikolai Trofimov
- Jean Claude Ballard
- Nikolai Rybnikov
- Eduard Martsevich
- Nikolai Tolkachyov
- Yelena Tyapkina
- Sergey Yermilov
- Nonna Mordyukova
- Mikhail Khrabrov
- V. Badayev
- Pyotr Savin
- Semyon Svashenko
- Viktor Murganov
- Sergey Nikonenko
- Stanislav Chekan
- Aleksandr Smirnov

## Vinh danh
- Liên hoan phim quốc tế Moskva[3] (1965)
- Liên hoan phim Cannes (1967) (không cạnh tranh giải)
- Phim ngoại ngữ xuất sắc nhất - Hiệp hội phê bình phim New York (1968)
- Oscar (phim ngoại ngữ xuất sắc nhất)[4] (1969)
- Quả cầu vàng (phim ngoại ngữ hay nhất)[5]

### Tư liệu
- Thông tin trên trang Điện ảnh Nga[liên kết hỏng]
- Thông tin trên trang RusskoeKino
- Thông tin trên trang KinoPoisk
- Thông tin trên trang Kino-Teatr
- «Война и мир» Lưu trữ ngày 14 tháng 12 năm 2013 tại Wayback Machine в онлайн-кинотеатре «Мосфильма»
- «И снова „Война и Мир"» 1 (история восстановления) / журнал Шоу-Мастер Lưu trữ ngày 5 tháng 10 năm 2006 tại Wayback Machine
- «И снова „Война и Мир"» 2 (история восстановления) / журнал Шоу-Мастер Lưu trữ ngày 2 tháng 7 năm 2009 tại Wayback Machine
- статья о фильме в Enciclopaedia Britanica
- полный текст романа Война и мир